# Franco Ferreiro
Franco Ferreiro (ur. 1 lipca 1984 w Uruguaianie) – brazylijski tenisista, reprezentant w Pucharze Davisa.

## Kariera tenisowa
W gronie zawodowych tenisistów występował w latach 2002–2012.
W turniejach kategorii ATP Challenger Tour odniósł 2 zwycięstwa w grze pojedynczej, najpierw we wrześniu 2006 roku w Gramado, a potem w listopadzie 2007 roku w Asunción.
W grze podwójnej Brazylijczyk jest finalistą 2 turniejów rangi ATP World Tour, z lutego 2011 w Buenos Aires oraz z sierpnia tegoż samego roku z Kitzbühel. Oba finały osiągnął razem z André Sá.
W maju 2009 roku Ferreiro został powołany na pojedynek grupy I strefy amerykańskiej Pucharu Davisa przeciwko Kolumbii. Brazylijczyk wystąpił w 2 singlowych spotkaniach, pokonując Santiago Giralda oraz przegrywając z Juanem Sebastiánem Cabalem. Ostatecznie Brazylia wygrała rywalizację 4:1.
Najwyżej sklasyfikowany w rankingu singlistów był na 136. miejscu na początku sierpnia 2008 roku, z kolei w zestawieniu deblistów w lutym 2011 roku zajmował 53. pozycję.

### Finały w turniejach ATP World Tour
| Legenda                                      |
| -------------------------------------------- |
| Wielki Szlem                                 |
| Igrzyska olimpijskie                         |
| Tennis Masters Cup / ATP Finals              |
| ATP Masters Series / ATP Tour Masters 1000   |
| ATP International Series Gold / ATP Tour 500 |
| ATP International Series / ATP Tour 250      |

#### Gra podwójna (0–2)
| Końcowy wynik | Nr | Data            | Turniej      | Nawierzchnia | Partner  | Przeciwnicy                         | Wynik finału      |
| ------------- | -- | --------------- | ------------ | ------------ | -------- | ----------------------------------- | ----------------- |
| Finalista     | 1. | 20 lutego 2011  | Buenos Aires | Ceglana      | André Sá | Oliver Marach Leonardo Mayer        | 6:7(6), 3:6       |
| Finalista     | 2. | 6 sierpnia 2011 | Kitzbühel    | Ceglana      | André Sá | Daniele Bracciali Santiago González | 6:7(1), 6:4, 9–11 |